# Neoarius velutinus
Neoarius velutinus es una especie de pez de la familia Ariidae en el orden de los Siluriformes.

## Morfología
• Los machos pueden llegar alcanzar los 60 cm de longitud total y los 3.500 g de peso.

## Alimentación
Come principalmente  larvas de insectos, insectos  terrestres y crustáceos (salvo  gambas ).

## Distribución geográfica
Se encuentran en Nueva Guinea.